# Vitorino Salomé
Vitorino Salomé Vieira OL (Redondo, 11 de Junho de 1942), ou apenas Vitorino, como é conhecido, é um cantor português. A sua música combina o folclore tradicional, principalmente do Alentejo, e o estilo popular da sua voz.

## Biografia
Vitorino nasceu numa família de músicos, no Redondo. Desde que nasceu que ouvia música em sua casa, tocada pelos seus tios, tendo sido sempre neste ambiente que cresceu, bem como os seus quatro irmãos, todos igualmente músicos. Vitorino é o terceiro dos cinco; o cantor Janita Salomé é o quarto.
Conheceu Zeca Afonso, de quem se tornou amigo, quando estava a fazer a recruta no Algarve. Fixou-se em Lisboa a partir dos 20 anos, onde se associou à noite, às tertúlias e aos prazeres boémios. Em 1968 entrou para o Curso de Belas Artes, mas já antes disso tinha começado a pintar.
Emigrado em França, estudou pintura e, para sobreviver, lavou pratos em restaurantes. Foi aqui que um amigo lhe disse que se ganhava mais a cantar na rua ou no metro do que a lavar pratos. Experimentou: era verdade. Largou os pratos e agarrou na guitarra.
Também em Paris se juntou, entre outros, com Sérgio Godinho e José Mário Branco, igualmente emigrados.
Colaborou em discos de José Afonso, Coro dos Tribunais, e Fausto. Actuou no célebre concerto de Março de 1974, I Encontro da Canção Portuguesa, que decorreu no Coliseu dos Recreios. Lançou nesse ano o seu primeiro single: Morra Quem Não Tem Amores.
Participou no disco Cantigas de Ida e Volta conjuntamente com outros nomes como Fausto, Sheila e Sérgio Godinho.
Em 1975, estreou com o seu primeiro disco que incluía uma das canções mais importantes do imaginário português: “Menina estás à janela”. No álbum Semear Salsa ao Reguinho aparecem ainda canções como “Cantiga d'um Marginal do séc. XIX”, “A primavera do Outono”, “Cantiga de Uma Greve de Verão” e “Morra Quem Não Tem Amores”.
Em 1977 foi editado o disco Os Malteses que inclui “Oh Beja, Terrível Beja”, uma evocação ao tempo em que cumpriu o serviço militar obrigatório naquela cidade. Vitorino foi também o produtor do disco Ó Rama Ó Que Linda Rama de Teresa Silva Carvalho, editado nesse ano.
O Grupo de Cantadores do Redondo, do qual fazia parte, lançou em 1978 o disco O Cante da Terra.
O álbum Não Há Terra Que Resista — Contraponto, que inclui o tema “Dá-me Cá Os Braços Teus”, foi editado em 1979.
Romances, editado em 1980, conta com a colaboração especial de Pedro Caldeira Cabral. “Indo Eu Por I Abaixo” e “Laurinda” são algumas das canções deste disco.
O álbum Flor de la Mar, editado em 1983, incluiu temas como “Queda do Império”, com Filipa Pais, “Cervejaria da Trindade”, “Marcha Ingénua” e “Dama de Copas”.
Leitaria Garrett é lançado no Outono de 1984. “Tinta Verde”, “Leitaria Garrett”, “Tragédia da Rua das Gáveas”, “Andando Pela Vida”, “Poema”, “Menina Estás À Janela” (com o Opus Ensemble) e “Postal para D. João III” são alguns dos temas.
Em Dezembro de 1985 foi editado o álbum Sul com temas como “Meninas”, “Sul” e “Homens do Largo”. José Mário Branco fez os arranjos musicais da canção "Alcácer Quibir", presente nesse álbum. Um ano depois foi editado o maxi-single “Joana Rosa”.
O álbum Negro Fado, co-produzido por António Emiliano e José Manuel Marreiros, foi editado em Abril de 1988. O disco inclui temas como “Vou-me Embora”, “Negro Fado”, “Flor de Jacarandá” e uma versão em crioulo de “Joana Rosa”. O disco vence o Prémio José Afonso. 
Cantigas de Encantar, com a participação dos seus sobrinhos, foi lançado em Novembro de 1989. O disco inclui um livro com dez histórias populares.
Em 1990 surgiu com o quarteto Lua Extravagante, com Filipa Pais e os seus irmãos Janita e Carlos Salomé. O álbum homónimo surgiu em 1991 com canções como “Lua de Papel”, “Ilha” ou “Adeus Ó Serra da Lapa”.
Com o álbum Eu Que Me Comovo Por Tudo E Por Nada, de 1992, com textos de António Lobo Antunes, venceu o Prémio José Afonso/93 e o Se7e de Ouro/92 para música popular.  Os temas mais conhecidos deste disco são “Bolero do Coronel Sensível Que Fez Amor Em Monsanto”, “Tango do Marido Infiel Numa Pensão do Beato” e “Ana II”.
Em 1993 foi editada a compilação As Mais Bonitas com regravações de “Laurinda” e de “Menina Estás À Janela” e a gravação de Vitorino para “Ó Rama Ó Que Linda Rama”.
O álbum A Canção do Bandido, editado em Novembro de 1995, inclui canções como “Nomes do Amor”, “Fado da Prostituta”, “Tocador de Concertina” e “Fado Alexandrino”. É um dos discos candidatos ao Prémio José Afonso.
Foi fundador do projeto Rio Grande juntamente com Rui Veloso, Tim, João Gil e Jorge Palma. O disco de estreia foi editado em Dezembro de 1996. Em Dezembro de 1997 é editado o álbum “Dia de Concerto” com gravações ao vivo dos Rio Grande.
Vitorino, Janita Salomé, Rui Alves, Ricardo Rocha e João Paulo Esteves da Silva apresentaram no CCB, no âmbito do festival dos 100 dias da Expo-98, os dois espetáculos “A Utopia e a Música” onde apresentaram um repertório menos conhecido de Zeca Afonso.
Com a brasileira Elba Ramalho participou, em 1999, num dos programas Atlântico de Eugénia Melo e Castro.
Em 1999 gravou um disco em Cuba com o Septeto Habanero. “Desde El Día En Que Te Vi” e “Toda Una Vida” foram os temas em maior destaque do disco La Habana 99.
Participou, com Pedro Barroso e Isabel Silvestre, na campanha da Fenprof para colocar novamente de pé o sistema educativo timorense. No disco Uma Escola Para Timor, de 2000, são interpretadas canções do professor e músico Rui Moura.
Em Novembro de 2001 foi editado Alentejanas e Amorosas. O disco inclui os temas “Vou-me Embora Vou Partir”, “Alentejanas e Amorosas”, “Meu Querido Corto Maltese”, “Ausência em Valsa”, “Cão Negro”, “Constança”, “Bárbara Rosinha”, “Dona dos Olhos Castanhos”, “Paixão e Dúvida”, “Mariana à Janela”, “Coração ao Deus Dará” e “Guerrilha Alentejana”. Inclui também o tema da série “Estação da Minha Vida”.
A compilação As Mais Bonitas 2 — Ao Alcance da Mão é editada em finais de 2002. Inclui os inéditos “Galope” e “O Dia Em Que Me Queiras”. Colabora num dos temas do projeto Cabeças No Ar.

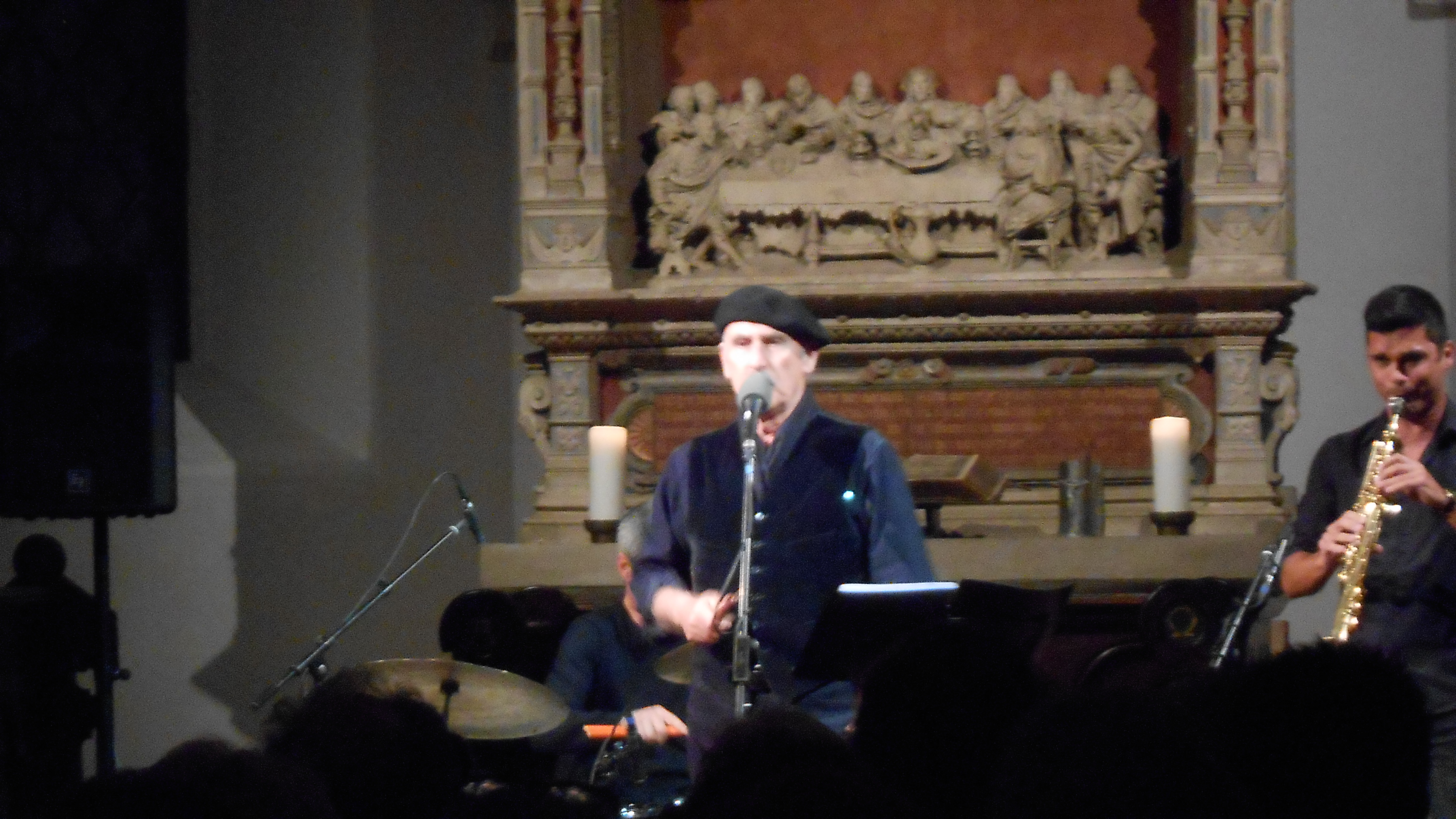
Vitorino em Gelsenkirchen, Alemanha, dia 21 de março de 2014, concerto gravado para o canal 3 da rádio pública WDR

Ao Alcance da Mão é o nome de um songbook, editado em Junho de 2003 pela editora D. Quixote, com 25 canções do seu repertório. O livro é acompanhado de um CD onde interpreta os temas “Menina Estás à Janela”, “Queda do Império” e “Alentejanas e Amorosas”.
O álbum Os Amigos — Coimbra nos arranjos de António Brojo e António Portugal conta com a participação de Vitorino, Luís Góis, Janita Salomé, Almeida Santos, Manuel Alegre, entre outros.
Em Abril de 2004 foi lançado o disco “Utopia”, de Vitorino e de Janita Salomé, com o registo dos dois concertos realizados no CCB em Fevereiro de 1998. Ainda em 2004 é editado o álbum Ninguém Nos Ganha Aos Matraquilhos! que contou com a colaboração de nomes como Rui Veloso, Manuel João Vieira e Sílvia Filipe.
A completar 30 anos de carreira, foi editada em Fevereiro de 2006 a compilação Tudo com 50 canções em três discos temáticos subordinados a O Alentejo, Lisboa e O Amor.
Em Abril de 2006, Manuel Freire, Vitorino e José Jorge Letria cantaram Abril aos mais novos no disco Abril, Abrilzinho que foi lançado através do jornal Público e cujo livro contou com textos do Coronel Vasco Lourenço e Alice Vieira. 
Em 9 e 13 de Maio de 2007 dá concertos ao vivo em Lisboa, no Teatro da Trindade, dos quais resultou o CD intitulado AO VIVO — Vitorino a preto e branco.
Em 2009 publica o CD TANGO, El Perro Negro Canta, gravado em Buenos Aires, na Argentina, mas com três temas gravados em Lisboa, o qual dedicou à memória do pintor João Vieira, que lhe ilustrou as capas desde o CD Tudo e é pai do músico Manuel João Vieira, dos Ena Pá 2000.)
Para a comemoração do centenário da implantação da República, em 5 de outubro de 2010, com a colaboração do Jornal de Notícias e o Montepio Geral e o apoio do Fundo Cultural da Sociedade Portuguesa de Autores, publica um CD de 2 originais intitulado Viva A República, Viva.
Para comemorar os seus 35 anos de carreira, dá concertos nos Coliseus de Lisboa (10.OUT.2011) e Porto, a que chamou "35 Anos a Semear Salsa ao Reguinho", numa alusão ao seu 1º LP, acompanhado pela belíssima Orquestra das Beiras, com origem e forte ligação à Universidade de Aveiro, para os quais convida alguns amigos para estarem também em palco, quer músicos, quer não músicos.
No dia 16 de Setembro de 2016 dá um concerto em Moimenta da Beira, numa noite em que também subiu ao palco o Grupo Coral e Etnográfico "Os Camponeses de Pias", de cante alentejano.
Em 2022 faz uma aparição televisiva no programa The Voice Portugal ao cantar "Queda do Império" com o finalista Daniel Fernandes.
É membro da Maçonaria, integrando a obediência maçónica Grande Oriente Lusitano com o nome Mestre Hélio.

## Prémios e reconhecimento
- 1988 — Ganhou o Prémio José Afonso com Negro Fado [3]
- 1992 — Volta a ser premiado com o Prémio José Afonso, com o álbum Eu Que Me Comovo Por Tudo E Por Nada [3]
- 1992 — Recebe o Se7e de Ouro para Música Popular peloálbum Eu Que Me Comovo Por Tudo E Por Nada [5]
- 1994 — Foi feito Oficial da Ordem da Liberdade. [10]
- 2021 — A Sociedade Portuguesa de Autores distinguiu-o com o Prémio Pedro Osório, pelo álbum intitulado Crónicas da flor da laranjeira [11]

## Discografia seleccionada
A sua discografia é composta por: 

### Álbuns
- Semear Salsa ao Reguinho (LP, Orfeu, 1975) co-produzido com Fausto Bordalo Dias

Se fores ao Alentejo

Semear salsa ao reguinho

Cantiga dum marginal do século XIX

A Primavera do Outono

Ó patrão dê-me um cigarro

São saias, senhor, são saias

Dizem p'ra 'í que chegou

Cantiga de uma greve de Verão

Temos a força dos ventos

O tudo é todo nosso

Menina estás à janela

Morra quem não tem amores

Vou-me embora vou partir
- Os Malteses (LP, Orfeu, 1977)

Alentejo és nossa terra

Rouxinol repenica o cante

Oh Beja, terrível Beja

Barrancos és minha terra

Saias da União Cooperativa do Redondo

O maltês

Cantares do mês d' Outubro

Fui colher uma romã

Marcha da patuleia

Chamaste-me extravagante

Maio

Lindo ramo verde escuro
- Não Há Terra Que Resista — Contraponto (LP, Orfeu, 1979)

Delicada da cintura

Não há terra que resista

Litania para um amor ausente

Contos do príncipe real

Maria dos mil sorrisos

Maria da Fonte

Dá-me cá os braços teus

Porque me não vês Joana

Quadras soltas (de embalar)

Viva a rainha do sul

Diz a laranja ao limão

Sedas a vento
- Romances (LP, Orfeu, 1981)

Catrapiado

Laurinda

Dona Filomena

Bela Nau Catarineta

Eu hei-de amar uma pedra

Em 25 de Março

Senhora Maria

Levantar ferros

Mana Isabel

Sospirastes baldovinos

Indo eu por 'í abaixo

Oh! que janela tão alta
- Flor de La Mar (LP, EMI, 1983)

Cantiga de Roda

Saias da Feira de S.Mateus
 
Guadiana
 
Cervejaria Trindade

Aos Amigos
 
Dama de Copas

Sonetilho para Uma Adolescente

Queda do Imperio
 
Lua...Lua
 
Marcha Ingenua
 
Guerrilheiro Urbano

Flor de La Mar I
 
Flor de La Mar II (LAMENTO)
- Leitaria Garrett (LP, EMI, 1984)

Abertura

Saias da vila do Redondo

Menina estás à janela

Postal para D.João III (ao Zeca Afonso)

Cantiga partindo-se

Poema

Ai os modos de ser lágrima

Confissões (Nunca fui além)

Leitaria Garrett

Andando pela vida (a Lia Gama)

Tragédia da rua das Gáveas

Tinta verde

Carbonárias (final)
- Sul (LP, EMI, 1985)
- Negro Fado (LP, EMI, 1988) PJA
- Cantigas de Encantar (Cassete, EMI, 1989)
- Eu Que Me Comovo Por Tudo e Por Nada (CD, EMI, 1992) PJA
- As Mais Bonitas (Compilação, EMI, 1993)
- A Canção do Bandido (CD, EMI, 1995) CAND PJA

Fado alexandrino

Tocador da concertina

Fado triste

Fado da prostituta da rua S. António da Glória

Nasci para morrer contigo

Fado do pedinte da Igreja dos Mártires

Cruel vento

Fado Isabel

Veste de noite este quarto

Fado da pré-reforma

Rigoroso do pescador da marginal

Fado do jovem velho

Os nomes do amor
- La Habana 99 (CD, EMI, 1999) com Septeto Habanero
- Alentejanas e Amorosas (CD, EMI, 2001)
- As Mais Bonitas 2 — Ao Alcançe da Mão (Compilação, EMI, 2002)
- Utopia (CD, EMI, 2004) com Janita Salomé
- Ninguém Nos Ganha Aos Matraquilhos! (CD, EMI, 2004)
- Tudo (Compilação, EMI, 2006)
- Abril, Abrilzinho (CD, Público/Praça das Flores, 2006)
- Ao vivo a preto e branco (CD Magic Music/Vitorino, 2007)
- Tango, Vitorino El Perro Negro Canta (CD Magic Music/Vitorino, 2009)
- Viva A República Viva! (CD, 2010)
- Vem Devagarinho para a Minha Beira — Voz e Dois Pianos (2020)

### Outras compilações
- Queda do Império — Colecção Caravela (Compilação, EMI, 1997)
- O Melhor dos Melhores nº 43 (Compilação, Movieplay, 1996)
- Clássicos da Renascença nº 84 (Compilação, Movieplay, 2000)
- Menina Estás À Janela — Colecção Caravelas (Compilação, EMI, 2004)
- Grandes Êxitos (Compilação, EMI, 2006)
- Vitorino Salomé — edição especial limitada de um pack de duas garrafas do vinho Vitorino Salomé com um CD de seis músicas (Compilação, Adega Mayor, 2013), com a faixa inédita Saias de Montemayor
- Vitorino — segundo CD da série Canto & autores (Compilação, Público (jornal) e Levoir, 2014), com a faixa inédita Moda da revolta

### Singles
- Morra Quem Não Tem Amores (Single, 1974)
- Maria da Fonte/Marcha da Patuleia (Single, Orfeu, 1978)
- Sedas ao Vento/É Aqui Que Eu Vou Ficar (Single, Orfeu, 1978)
- Menina Estás À Janela/Tinta Verde dos Teus Olhos (Single, Orfeu, 1983)
- Joana Rosa (Máxi, EMI, 1986)[Joana Rosa / Joana Rosa (Crioulo)]

### Outros projectos[12]
- O Cante da Terra (1978) — Os Cantadores do Redondo
- Lua Extravagante (CD, EMI, 1991) — Lua Extravagante
- Rio Grande (CD, EMI, 1996) — Rio Grande
- Dia de Concerto (CD, EMI, 1997) — Rio Grande
- Sons da Fala (CD, Som Livre, 2007) — Sons da Fala
- Triângulo do Atlântico — amor em adjectivo! (CD, Profedições, 2011) — Com Dany Silva e Pepe Ordás, poemas de Paulo Sucena musicados
- Os Fabulosos Tais Quais (CD, 2015)

### Colaborações
- Sérgio Godinho (1979) — Vivo numa outra terra
- Ena Pá 2000 (1994) — Rap Alentejano
- Zé Carvalho () — Menina Estas À Janela
- Frei Fado d'el Rei (1998) — Ramo Verde
- A Cantar Con Xabarín (1996) — Lúa Nacente
- Voz & Guitarra (1997) — Poema
- Tim (1999) — Cantador Namoreiro
- Brigada Victor Jara (2000) — Faixinha verde
- Campanha Uma Escola Para Timor (2000) — Quando Se Nasce Timorense
- José Cid (2001) — Alentejo Aqui Tão Perto
- Cabeças No Ar (2002) — Baile da Biblioteca
- Galiza a José Afonso (2005) -
- Sérgio Godinho (2003) — Barnabé
- Roberto Leal (2003) — Ó Rama ó Que Linda Rama
- Assobio da Cobra (2004) — Letra de Mulher
- Donna Maria (2004) — Lado a Lado
- José Carvalho (2005) — Só Nós Dois
- Couple Coffee (2005) — O orvalho vem caindo
- Brigada Victor Jara (2006) — Li-la-ré
- Tim (2010) — Adeus, Serra da Lapa
- Tim (2010) — Conchita Morales
- Diabo na Cruz (2010) — O regresso da lebre

### Música para teatro
- Preto no Branco
- Arma Branca
- Viva La Vida
- Vila Velha

### Música para televisão
- Estação da Minha Vida

## Comentários
"Tive um grupo, na Escola de Belas-Artes, com o Manuel João, dos Ena Pá 2000, onde cantava uma canção dos Beatles, "Here Comes The sun". Como estava todo vestido de preto, levei logo com uma trincha de branco. Felizmente consegui desviar-me e cantei mesmo em inglês..." (in Público, 2000)
"A rádio não passa música portuguesa, enquanto as percentagens de música anglo-americana são brutais." (in Público)
"O Ministério da Cultura só dá força ao cinema. Tem que começar a apoiar a música portuguesa. Os Beatles foram condecorados pela Rainha." (in Público)
"Já experimentei... Tenho coisas feitas em hip hop mas ainda não gravei. Tenho que ter a certeza de que não estou a ser patético. Felizmente, tenho um grande instinto de autocrítica e recorro a esse meu instinto. Estou na esperança de criar uma linha de hip hop absolutamente inédita! [risos]." (in Visão)
"Continuo a ser um homem do sul, desse sul mítico que cabe entre os trópicos de Câncer e de Capricórnio." (in DN, 2006)
"Em 75, por exemplo, achava que nunca deixaria aquela formação de duas guitararras, percussões, muita voz, muito cuidado com o texto e uma intenção de 'agit prop' constante. No entanto, o mundo mudou e eu também. Mas mantive o essencial, que é um profundo respeito pela língua e a vontade de explorar um universo melódico que, sendo influenciado por muita coisa, é completamente português" (in DN, 2006)
- O Pão e o Vinho — filme de Ricardo Costa